# Manduel
Manduel est une commune française située dans le sud-est du département du Gard, en région Occitanie.
Exposée à un climat méditerranéen, elle est drainée par le Buffalon, la Roubine. La commune possède un patrimoine naturel remarquable : un site Natura 2000 (les « costières nîmoises »), un espace protégé (les « Costières de Nimes ») et une zone naturelle d'intérêt écologique, faunistique et floristique.
Manduel est une commune urbaine qui compte 7 087 habitants en 2022, après avoir connu une forte hausse de la population depuis 1962. Elle est ville-centre de l'agglomération de Manduel et fait partie de l'aire d'attraction de Nîmes. Ses habitants sont appelés les Manduellois ou  Manduelloises.
Le patrimoine architectural de la commune comprend deux  immeubles protégés au titre des monuments historiques : la borne milliaire, classée en 1973, et l'église, classée en 2016.

## Géographie

### Localisation
Manduel est située à environ 10 km au sud-est de Nîmes et se trouve à une distance, à vol d'oiseau, d'environ 110 km de Marseille, 240 km de Lyon et Toulouse et 625 km de Paris. Les communes de Rodilhan, Marguerittes, Redessan, Beaucaire, Bellegarde et Bouillargues sont limitrophes de la commune de Manduel. Elle est la ville-centre d'une unité urbaine de l'aire urbaine de Nîmes.

### Communes limitrophes
Les communes limitrophes sont Beaucaire, Bellegarde, Bouillargues, Marguerittes, Redessan et Rodilhan.

### Hydrographie et relief
La commune est proche du Rhône et de la Provence, non loin du plateau des Costières contre lequel elle s'appuie.

### Climat
Pour des articles plus généraux, voir Climat de l'Occitanie et Climat du Gard.
En 2010, le climat de la commune est de type climat méditerranéen franc, selon une étude s'appuyant sur une série de données couvrant la période 1971-2000. En 2020, Météo-France publie une typologie des climats de la France métropolitaine dans laquelle la commune est exposée à un climat méditerranéen et est dans la région climatique Provence, Languedoc-Roussillon, caractérisée par une pluviométrie faible en été, un très bon ensoleillement (2 600 h/an), un été chaud (21,5 °C), un air très sec en été, sec en toutes saisons, des vents forts (fréquence de 40 à 50 % de vents > 5 m/s) et peu de brouillards.
Pour la période 1971-2000, la température annuelle moyenne est de 14,2 °C, avec une amplitude thermique annuelle de 17,2 °C. Le cumul annuel moyen de précipitations est de 671 mm, avec 5,8 jours de précipitations en janvier et 2,4 jours en juillet. Pour la période 1991-2020, la température moyenne annuelle observée sur la station météorologique la plus proche, située sur la commune de Nîmes à 9 km à vol d'oiseau, est de 15,6 °C et le cumul annuel moyen de précipitations est de 734,4 mm,. Pour l'avenir, les paramètres climatiques de la commune estimés pour 2050 selon différents scénarios d’émission de gaz à effet de serre sont consultables sur un site dédié publié par Météo-France en novembre 2022.

### Milieux naturels et biodiversité

#### Espaces protégés
La protection réglementaire est le mode d’intervention le plus fort pour préserver des espaces naturels remarquables et leur biodiversité associée,.
Un  espace protégé est présent sur la commune : 
les « Costières de Nimes », un terrain acquis (ou assimilé) par un conservatoire d'espaces naturels, d'une superficie de 2 027 ha.

#### Réseau Natura 2000

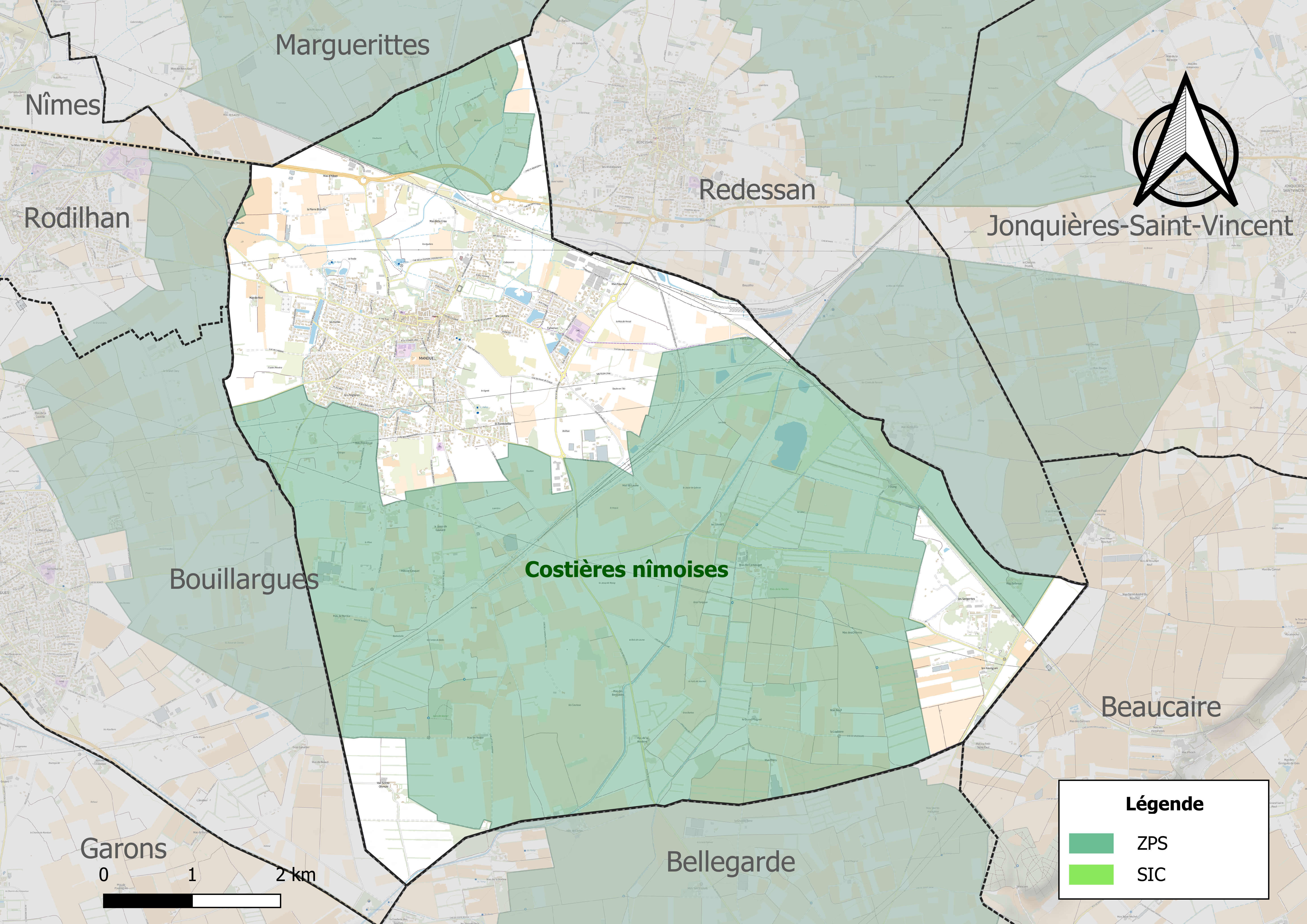
Sites Natura 2000 sur le territoire communal.

Le réseau Natura 2000 est un réseau écologique européen de sites naturels d'intérêt écologique élaboré à partir des directives habitats et oiseaux, constitué de zones spéciales de conservation (ZSC) et de zones de protection spéciale (ZPS).
Un site Natura 2000 a été défini sur la commune au titre  de la directive oiseaux : les « costières nîmoises », d'une superficie de 13 479 ha, qui accueillait, en 2004, 300 mâles chanteurs, soit 60% des mâles reproducteurs de la région et près du quart des mâles reproducteurs en France.

#### Zones naturelles d'intérêt écologique, faunistique et floristique

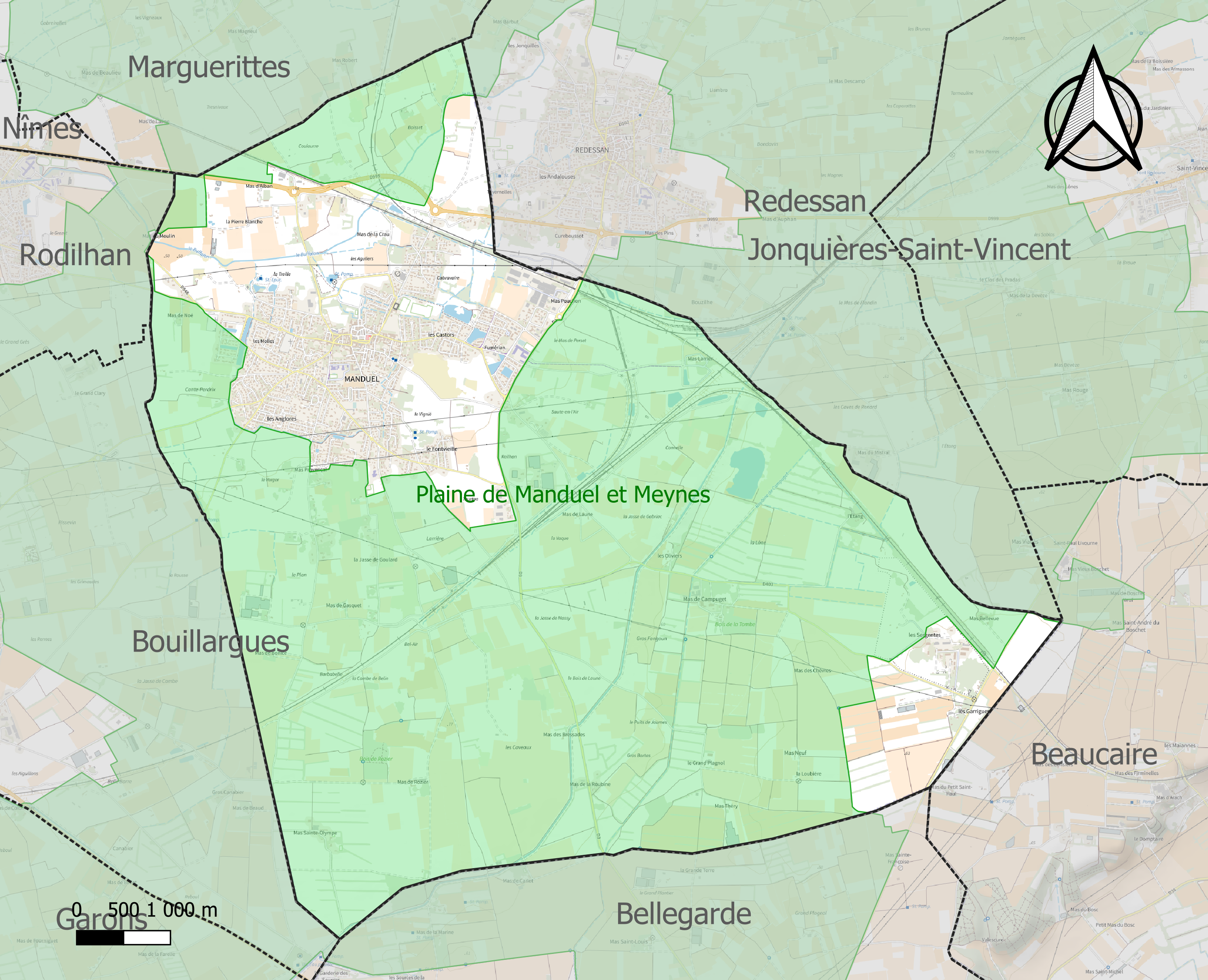
Carte de la ZNIEFF de type 1 localisée sur la commune.

L’inventaire des zones naturelles d'intérêt écologique, faunistique et floristique (ZNIEFF) a pour objectif de réaliser une couverture des zones les plus intéressantes sur le plan écologique, essentiellement dans la perspective d’améliorer la connaissance du patrimoine naturel national et de fournir aux différents décideurs un outil d’aide à la prise en compte de l’environnement dans l’aménagement du territoire.
Une ZNIEFF de type 1 est recensée sur la commune :
la « plaine de Manduel et Meynes » (9 783 ha), couvrant 15 communes du département.

## Urbanisme

### Typologie
Au 1er janvier 2024, Manduel est catégorisée ceinture urbaine, selon la nouvelle grille communale de densité à sept niveaux définie par l'Insee en 2022.
Elle appartient à l'unité urbaine de Manduel, une agglomération intra-départementale regroupant deux  communes, dont elle est ville-centre,,. Par ailleurs la commune fait partie de l'aire d'attraction de Nîmes, dont elle est une commune de la couronne,. Cette aire, qui regroupe 92 communes, est catégorisée dans les aires de 200 000 à moins de 700 000 habitants,.

### Occupation des sols

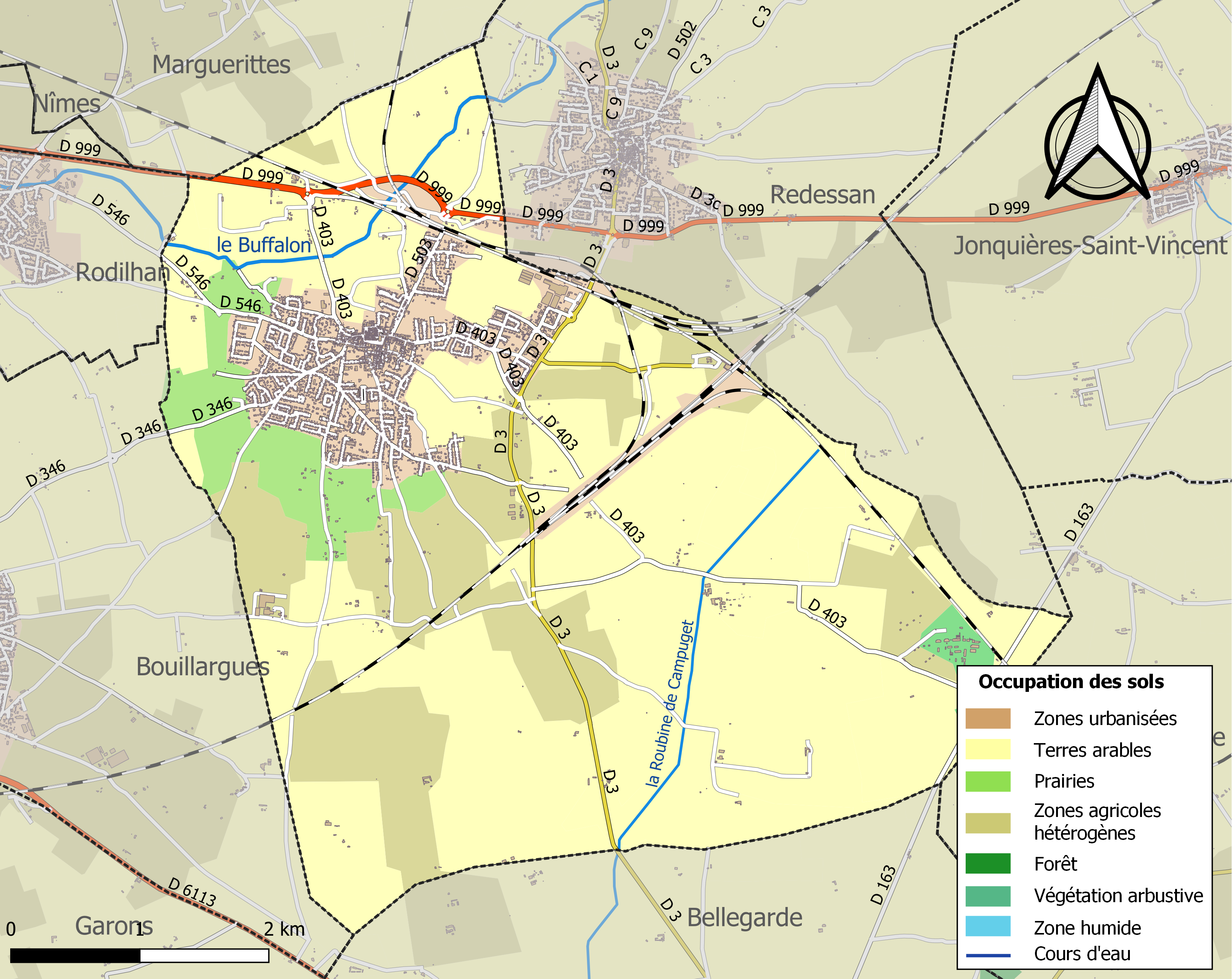
Carte des infrastructures et de l'occupation des sols de la commune en 2018 (CLC).

L'occupation des sols de la commune, telle qu'elle ressort de la base de données européenne d’occupation biophysique des sols Corine Land Cover (CLC), est marquée par l'importance des territoires agricoles (87,5 % en 2018), en diminution par rapport à 1990 (91,7 %). La répartition détaillée en 2018 est la suivante : cultures permanentes (62,7 %), zones agricoles hétérogènes (18,9 %), zones urbanisées (10,2 %), prairies (5,4 %), zones industrielles ou commerciales et réseaux de communication (1,3 %), milieux à végétation arbustive et/ou herbacée (0,9 %), terres arables (0,7 %). L'évolution de l’occupation des sols de la commune et de ses infrastructures peut être observée sur les différentes représentations cartographiques du territoire : la carte de Cassini (XVIIIe siècle), la carte d'état-major (1820-1866) et les cartes ou photos aériennes de l'IGN pour la période actuelle (1950 à aujourd'hui).

### Voies de communication et transports

#### Axes ferroviaires

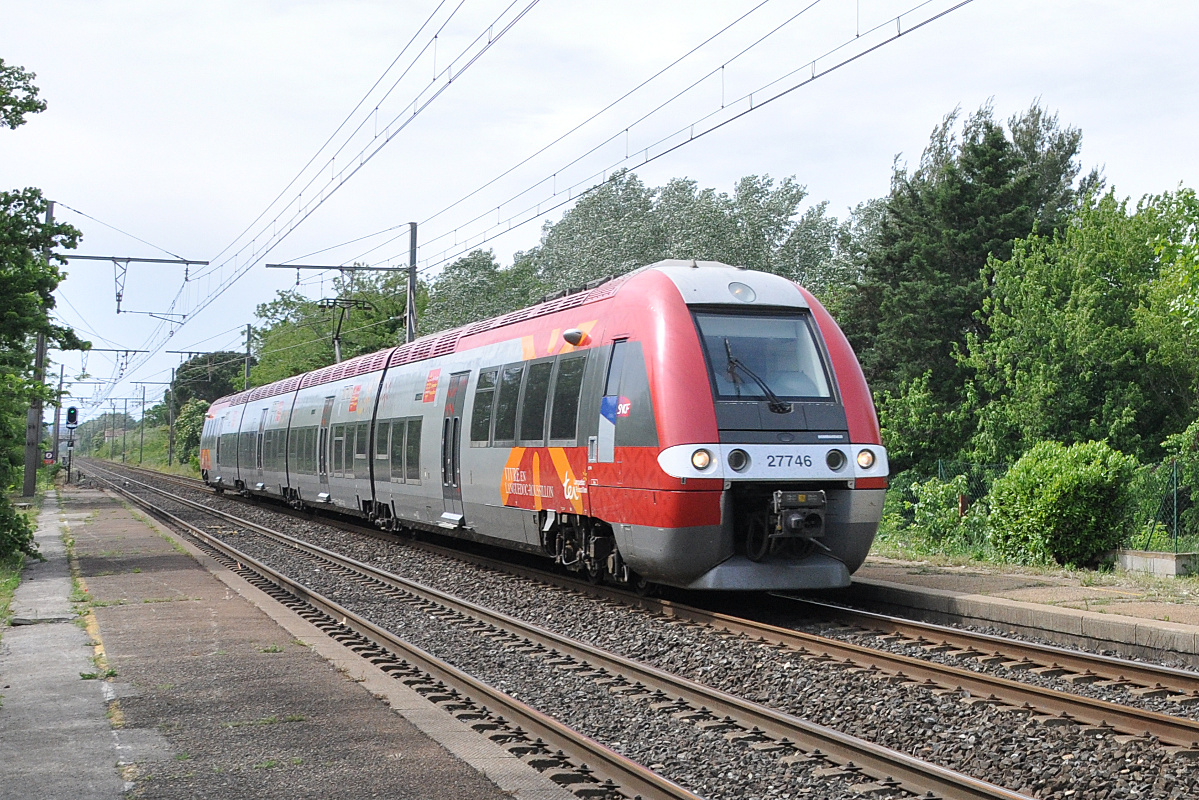
Un TER entre en gare (2011).

Manduel est desservie par des trains TER Languedoc-Roussillon qui circulent entre les gares d'Avignon-Centre et de Narbonne, ou Montpellier-Saint-Roch, ou Nîmes.

#### Axes routiers
La commune jouxte la route départementale 999, reliant Nîmes à Beaucaire.

#### Transports en commun
Le village est desservi par la ligne 32  du réseau de bus Tango qui relie Nîmes et Manduel en passant par Rodilhan. De plus, la ligne 33 qui fait la navette entre les deux gares (Nîmes et  Pont du Gard) dessert également Manduel avec un arrêt sur la route de Beaucaire, tout comme la ligne 31 qui relie le village voisin de Redessan et Nîmes.

### Risques majeurs
Le territoire de la commune de Manduel est vulnérable à différents aléas naturels : météorologiques (tempête, orage, neige, grand froid, canicule ou sécheresse), inondations, feux de forêts et séisme (sismicité faible). Il est également exposé à un risque technologique,  le transport de matières dangereuses. Un site publié par le BRGM permet d'évaluer simplement et rapidement les risques d'un bien localisé soit par son adresse soit par le numéro de sa parcelle.

#### Risques naturels
La commune fait partie du territoire à risques importants d'inondation (TRI) de Nîmes, regroupant 20 communes soumises aux aléas de ruissellement pour la commune de Nîmes et de débordements de cours d’eau, notamment du Vistre, d'un de ses affluents, le Rhôny, et plus à la marge du Rhône, à l’aval, un des 31 TRI qui ont été arrêtés fin 2012 sur le bassin Rhône-Méditerranée. Les événements significatifs passés relatifs à la Vistre sont des crues rapides et violentes, qui causent d’importants dégâts, voire des pertes humaines (octobre 1988, septembre 2002, décembre 2003, septembre 2005 notamment). Concernant le Rhôny, les principales crues recensées à Codognan ont eu lieu en 1845, 1933, 1945, 1958, 1963, 1976, 1987 et en octobre 1988. Cette dernière est la plus importante et marquante pour la population nîmoise. Des cartes des surfaces inondables ont été établies pour trois scénarios : fréquent (crue de temps de retour de 10 ans à 30 ans), moyen (temps de retour de 100 ans à 300 ans) et extrême (temps de retour de l'ordre de 1 000 ans, qui met en défaut tout système de protection),. La commune a été reconnue en état de catastrophe naturelle au titre des dommages causés par les inondations et coulées de boue survenues en 1982, 1987, 1988, 1990, 1999, 2002, 2003, 2005, 2011 et 2021,.

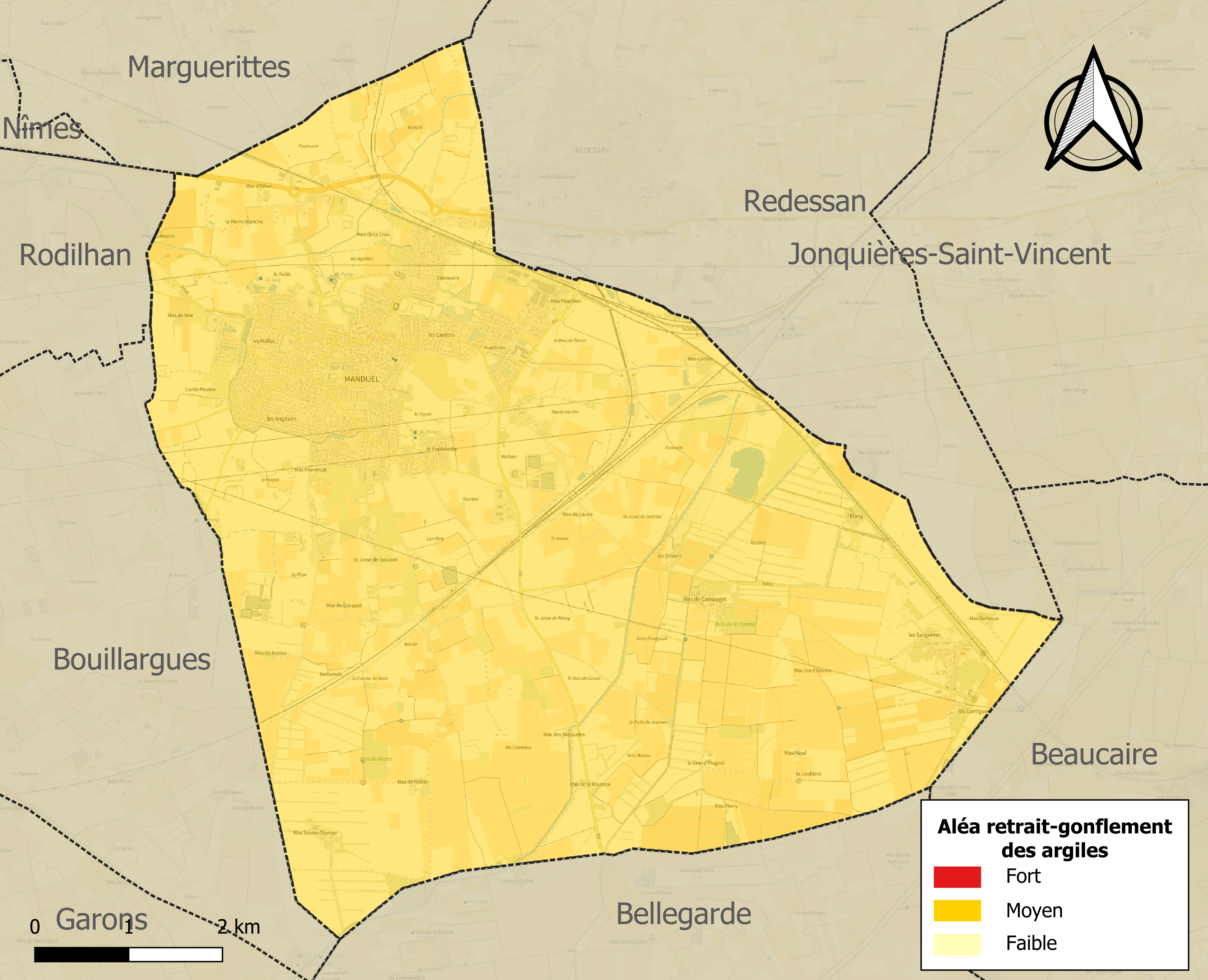
Carte des zones d'aléa retrait-gonflement des sols argileux de Manduel.

Le retrait-gonflement des sols argileux est susceptible d'engendrer des dommages importants aux bâtiments en cas d’alternance de périodes de sécheresse et de pluie. La totalité de la commune est en aléa moyen ou fort (67,5 % au niveau départemental et 48,5 % au niveau national). Sur les 2 539 bâtiments dénombrés sur la commune en 2019, 2539 sont en aléa moyen ou fort, soit 100 %, à comparer aux 90 % au niveau départemental et 54 % au niveau national. Une cartographie de l'exposition du territoire national au retrait gonflement des sols argileux est disponible sur le site du BRGM,.
Par ailleurs, afin de mieux appréhender le risque d’affaissement de terrain, l'inventaire national des cavités souterraines permet de localiser celles situées sur la commune.

#### Risques technologiques
Le risque de transport de matières dangereuses sur la commune est lié à sa traversée par des infrastructures routières ou ferroviaires importantes ou la présence d'une canalisation de transport d'hydrocarbures. Un accident se produisant sur de telles infrastructures est en effet susceptible d’avoir des effets graves au bâti ou aux personnes jusqu’à 350 m, selon la nature du matériau transporté. Des dispositions d’urbanisme peuvent être préconisées en conséquence.

## Toponymie
Le nom officiel en français est une francisation du nom occitan Manduèlh. Il provient du latin Mandolium.
Ses habitants sont les Manduellois et Manduelloises.

## Histoire

### Préhistoire
Le territoire de la commune est occupé depuis des temps forts reculés. Des silex taillés rapportés au Gravettien (25 000 ans environ) ont été retrouvés lors de fouilles de sauvetages menées par F. Bazile du CNRS (Vauvert) et son équipe durant l'été 2000. L'emplacement d'un campement de chasseurs gravettiens était matérialisé par plusieurs structures en galet de la costière, dont un foyer nettement circonscrit. Les ossements n'ont malheureusement pas été conservés. En revanche, les nombreux outils taillés en silex, grattoirs, burins, lamelles à dos et surtout pointes de la Gravette évoquent un temps d'occupation d'au moins plusieurs jours en relation avec la chasse et les activités qui y sont liées (découpe, tannage ?). De plus la présence de fragments de coquillages (parures) et d'ocre témoignent de préoccupations autres que la simple prédation.
D'autres occupations préhistoriques sont également connues près de l'étang de Campuget, toujours sur le territoire communal. On trouve enfin les traces des premiers agriculteurs datant d'environ 4 000 ans avant notre ère et qui cultivaient de la vigne.

### Antiquité
Mais c'est au IVe siècle av. J.-C. qu'un gaulois nommé Manduos s'y installe, fuyant alors Nîmes, déjà important centre régional. Il nomme l'endroit « Mandolios », littéralement « La clairière de Manduos »[réf. nécessaire].

### Moyen Âge
Le village est mentionné en 943 In terminium de villa Mandolio dans le cartuaire du chapitre cathédral de Notre-Dame de Nîmes. Au XIIe siècle, le territoire appartenait aux puissants Comtes de Toulouse. Il passa au XIVe siècle sous la domination de Guillaume de Nogaret, seigneur de Calvisson, et resta aux mains de ses héritiers jusqu'à la Révolution française.

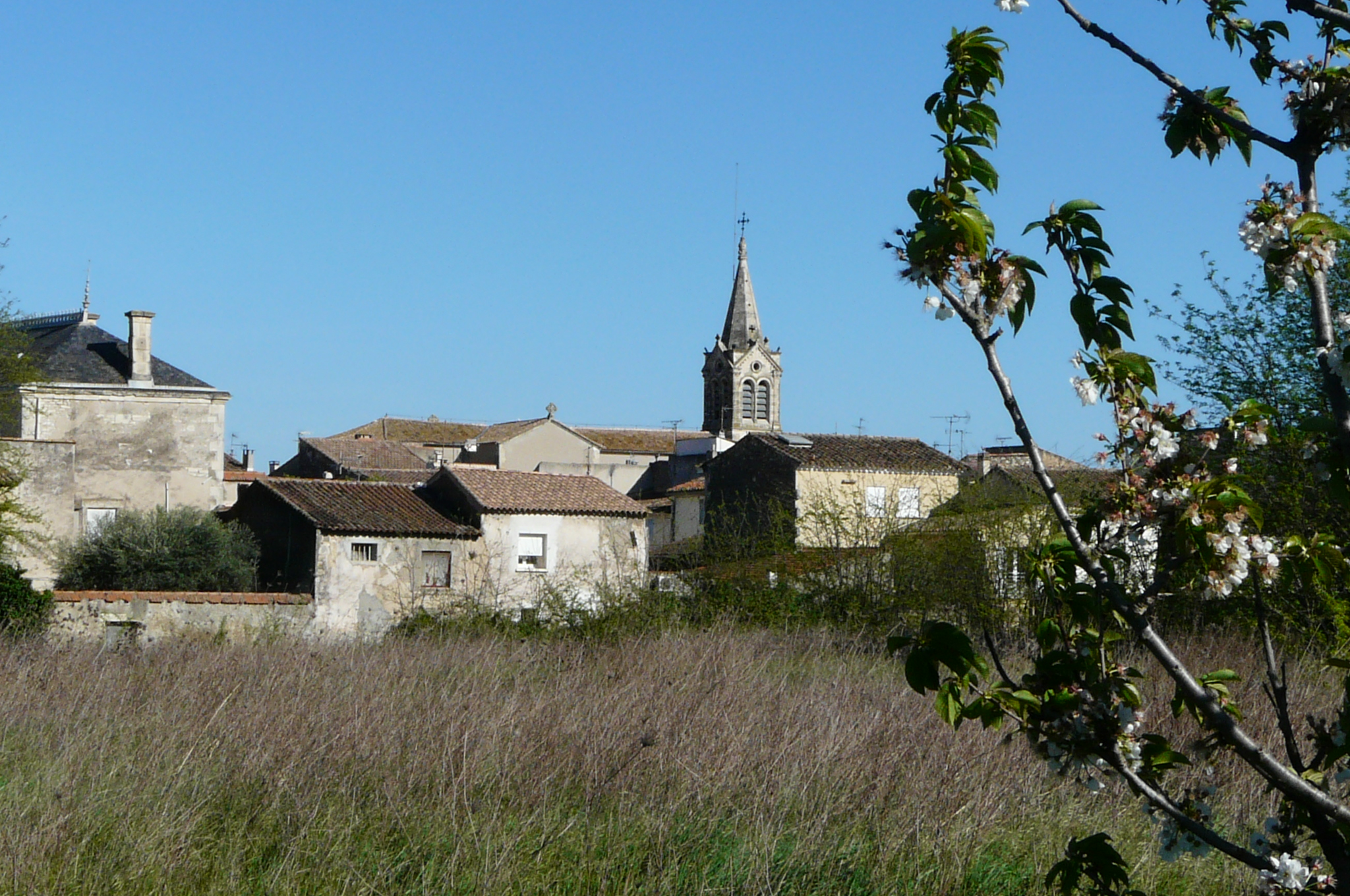

### Époque contemporaine
En 1849 le chemin de fer traverse la commune avec l'ouverture de la section de Nîmes à Beaucaire, de la future ligne de Tarascon à Sète-Ville. Sur la commune se situe la gare de Manduel - Redessan.
L'engouement pour le sud-est de la France et l'arrivée en 2001 de la ligne à grande vitesse Méditerranée, mettant la région nîmoise à 2 h 52 de Paris en TGV, ont contribué à l'essor démographique de la commune. Sa population a quadruplé en trente ans pour atteindre aujourd'hui près de 6?000 habitants.
Le 14 juillet 2014, Doria Carillo, Manduelloise de dix-huit ans et porte-drapeau de la section locale de l'UNC, invitée aux commémorations de la fête nationale à Paris, assiste au défilé et participe au ravivage de la flamme du soldat inconnu.

## Politique et administration

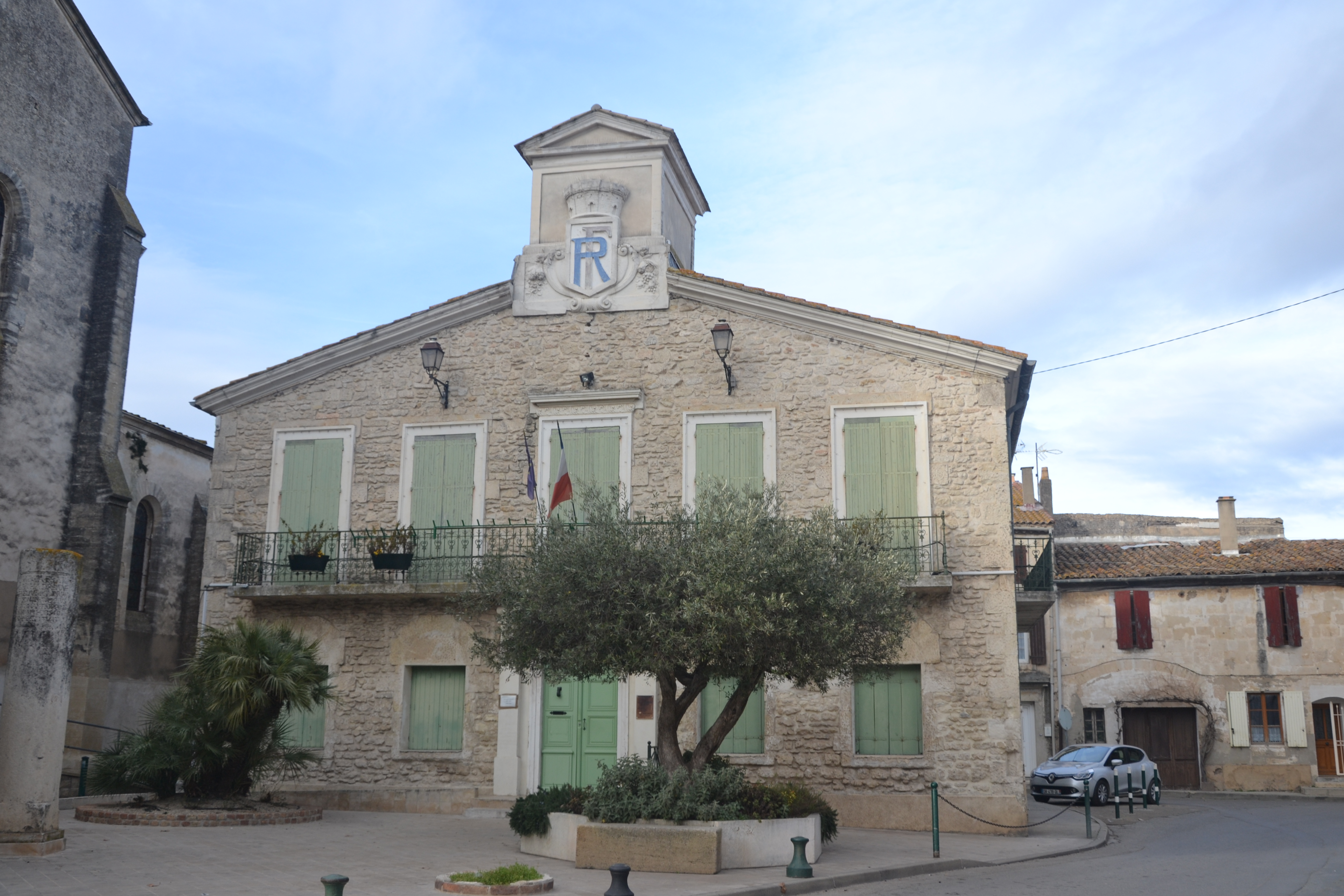
Mairie de Manduel

### Liste des maires
| Période                                  | Période  | Identité              | Étiquette   | Qualité                                           |
| ---------------------------------------- | -------- | --------------------- | ----------- | ------------------------------------------------- |
| 1945                                     | 1947     | Joseph Funel          |             |                                                   |
| 1947                                     | 1959     | Léonce Fabre          |             |                                                   |
| 1959                                     | 1965     | David Guiot           |             |                                                   |
| 1965                                     | 1971     | Joseph Thibaut        |             |                                                   |
| 1971                                     | 1977     | Michel Brun           |             |                                                   |
| 1977                                     | 1995     | André Mazoyer         |             |                                                   |
| 1995                                     | 2001     | Michel Gaini          |             |                                                   |
| 2001                                     | 2014     | Marie-Louise Sabatier | PS          | Vice-présidente de Nîmes Métropole                |
| avril 2014                               | En cours | Jean-Jacques Granat   | UMP puis LR | Agent technique Vice-président de Nîmes Métropole |
| Les données manquantes sont à compléter. |          |                       |             |                                                   |

### Jumelages
- Bischofsheim an der Rhön (Allemagne)[30].
- En 2011, la ville de Manduel a choisi de parrainer la ville de Gyantsé située dans la région de Shigatsé au Tibet[31].

## Population et société

### Démographie
L'évolution du nombre d'habitants est connue à travers les recensements de la population effectués dans la commune depuis 1793. Pour les communes de moins de 10 000 habitants, une enquête de recensement portant sur toute la population est réalisée tous les cinq ans, les populations de référence des années intermédiaires étant quant à elles estimées par interpolation ou extrapolation. Pour la commune, le premier recensement exhaustif entrant dans le cadre du nouveau dispositif a été réalisé en 2008.

En 2022, la commune comptait 7 087 habitants, en évolution de +4,87 % par rapport à 2016 (Gard : +2,97 %, France hors Mayotte : +2,11 %).
| 1793  | 1800  | 1806  | 1821  | 1831  | 1836  | 1841  | 1846  | 1851  |
| ----- | ----- | ----- | ----- | ----- | ----- | ----- | ----- | ----- |
| 1 055 | 1 158 | 1 228 | 1 396 | 1 460 | 1 471 | 1 519 | 1 617 | 1 707 |

| 1856  | 1861  | 1866  | 1872  | 1876  | 1881  | 1886  | 1891  | 1896  |
| ----- | ----- | ----- | ----- | ----- | ----- | ----- | ----- | ----- |
| 1 908 | 2 053 | 2 100 | 2 116 | 2 037 | 1 926 | 1 949 | 1 911 | 1 630 |

| 1901  | 1906  | 1911  | 1921  | 1926  | 1931  | 1936  | 1946  | 1954  |
| ----- | ----- | ----- | ----- | ----- | ----- | ----- | ----- | ----- |
| 1 640 | 1 620 | 1 558 | 1 502 | 1 480 | 1 476 | 1 459 | 1 096 | 1 314 |

| 1962  | 1968  | 1975  | 1982  | 1990  | 1999  | 2006  | 2008  | 2013  |
| ----- | ----- | ----- | ----- | ----- | ----- | ----- | ----- | ----- |
| 1 573 | 1 649 | 2 389 | 3 554 | 5 579 | 5 748 | 5 729 | 5 721 | 6 346 |

| 2018  | 2022  | - | - | - | - | - | - | - |
| ----- | ----- | - | - | - | - | - | - | - |
| 6 871 | 7 087 | - | - | - | - | - | - | - |

### Manifestations culturelles et festivités
- La fête votive (de dévotion, fête dédiée au saint patron du village) honore saint Genest et se déroule chaque année le premier dimanche suivant le 26 août. Elle est l'occasion de festivités durant plusieurs jours. C'est une des principales attractions touristiques de la ville de Manduel.
- À côté de célébrations à caractère national (Fête du travail, commémoration du 8 mai 1945, Fête de la musique…) la commune organise également chaque été entre mai et juin une semaine du patrimoine.

## Économie

### Revenus
En 2018  (données Insee publiées en septembre 2021), la commune compte 2 837 ménages fiscaux, regroupant 7 018 personnes. La médiane du revenu disponible par unité de consommation est de 21 070 € (20 020 € dans le département). 47 % des ménages fiscaux sont imposés (43,9 % dans le département).

### Emploi
|                | 2008   | 2013   | 2018   |
| -------------- | ------ | ------ | ------ |
| Commune        | 6,4 %  | 10,2 % | 10,4 % |
| Département    | 10,6 % | 12 %   | 12 %   |
| France entière | 8,3 %  | 10 %   | 10 %   |

En 2018, la population âgée de 15 à 64 ans s'élève à 4 153 personnes, parmi lesquelles on compte 75,6 % d'actifs (65,2 % ayant un emploi et 10,4 % de chômeurs) et 24,4 % d'inactifs,. En  2018, le taux de chômage communal (au sens du recensement) des 15-64 ans est inférieur à celui du département, mais supérieur à celui de la France, alors qu'en 2008 il était inférieur à celui de la France.
La commune fait partie de la couronne de l'aire d'attraction de Nîmes, du fait qu'au moins 15 % des actifs travaillent dans le pôle,. Elle compte 1 090 emplois en 2018, contre 1 097 en 2013 et 1 053 en 2008. Le nombre d'actifs ayant un emploi résidant dans la commune est de 2 749, soit un indicateur de concentration d'emploi de 39,7 % et un taux d'activité parmi les 15 ans ou plus de 56,6 %.
Sur ces 2 749 actifs de 15 ans ou plus ayant un emploi, 535 travaillent dans la commune, soit 20 % des habitants. Pour se rendre au travail, 88 % des habitants utilisent un véhicule personnel ou de fonction à quatre roues, 2,6 % les transports en commun, 6,3 % s'y rendent en deux-roues, à vélo ou à pied et 2,9 % n'ont pas besoin de transport (travail au domicile).

### Activités hors agriculture

#### Secteurs d'activités
461 établissements sont implantés  à Manduel au 31 décembre 2019. Le tableau ci-dessous en détaille le nombre par secteur d'activité et compare les ratios avec ceux du département,.
| Secteur d'activité                                                                                        | Commune | Commune | Département |
| Secteur d'activité                                                                                        | Nombre  | %       | %           |
| --- | ------- | ------- | ----------- |
| Ensemble                                                                                                  | 461     | 100 %   | (100 %)     |
| Industrie manufacturière, industries extractives et autres                                                | 39      | 8,5 %   | (7,9 %)     |
| Construction                                                                                              | 113     | 24,5 %  | (15,5 %)    |
| Commerce de gros et de détail, transports, hébergement et restauration                                    | 98      | 21,3 %  | (30 %)      |
| Information et communication                                                                              | 7       | 1,5 %   | (2,2 %)     |
| Activités financières et d'assurance                                                                      | 10      | 2,2 %   | (3 %)       |
| Activités immobilières                                                                                    | 20      | 4,3 %   | (4,1 %)     |
| Activités spécialisées, scientifiques et techniques et activités de services administratifs et de soutien | 64      | 13,9 %  | (14,9 %)    |
| Administration publique, enseignement, santé humaine et action sociale                                    | 77      | 16,7 %  | (13,5 %)    |
| Autres activités de services                                                                              | 33      | 7,2 %   | (8,8 %)     |

Le secteur de la construction est prépondérant sur la commune puisqu'il représente 24,5 % du nombre total d'établissements de la commune (113 sur les 461 entreprises implantées  à Manduel), contre 15,5 % au niveau départemental.

#### Entreprises et commerces
Les cinq entreprises ayant leur siège social sur le territoire communal qui génèrent le plus de chiffre d'affaires en 2020 sont : 
- Bert Nimes, transports routiers de fret de proximité (10 537 k€)
- SAS Gernel, supermarchés (8 779 k€)
- Transports Gentes Jacky, transports routiers de fret de proximité (4 405 k€)
- Chateau De Campuget, culture de la vigne (2 958 k€)
- SARL Entreprise Bedos, travaux de menuiserie métallique et serrurerie (2 286 k€)

### Agriculture
La commune est dans la « Plaine Viticole », une petite région agricole occupant le  sud-est du département du Gard. En 2020, l'orientation technico-économique de l'agriculture  sur la commune est la polyculture et/ou le polyélevage. 
|               | 1988  | 2000  | 2010  | 2020  |
| ------------- | ----- | ----- | ----- | ----- |
| Exploitations | 170   | 83    | 69    | 61    |
| SAU (ha)      | 2 003 | 1 420 | 1 179 | 1 083 |

Le nombre d'exploitations agricoles en activité et ayant leur siège dans la commune est passé de 170 lors du recensement agricole de 1988  à 83 en 2000 puis à 69 en 2010 et enfin à 61 en 2020, soit une baisse de 64 % en 32 ans. Le même mouvement est observé à l'échelle du département qui a perdu pendant cette période 61 % de ses exploitations,. La surface agricole utilisée sur la commune a également diminué, passant de 2 003 ha en 1988 à 1 083 ha en 2020. Parallèlement la surface agricole utilisée moyenne par exploitation a augmenté, passant de 12 à 18 ha.

#### Produits labellisés
Bien que diversifiée (abricotiers, pêchers, bananiers, oliviers), l'essentiel de l'économie agricole repose sur la vigne.
Située dans le terroir de l'AOC « Costières de Nîmes » (anciennement appelées « Costières du Gard »), la commune possède sa propre cave coopérative depuis 1926. Elle abrite également un domaine d'environ 160 ha, dénommé « Château de Campuget », où un exploitant privé produit principalement des vins rouges et rosés, dont 70 % sont destinés à l'exportation.et bananeraies importantes

## Culture locale et patrimoine

### Édifices civils

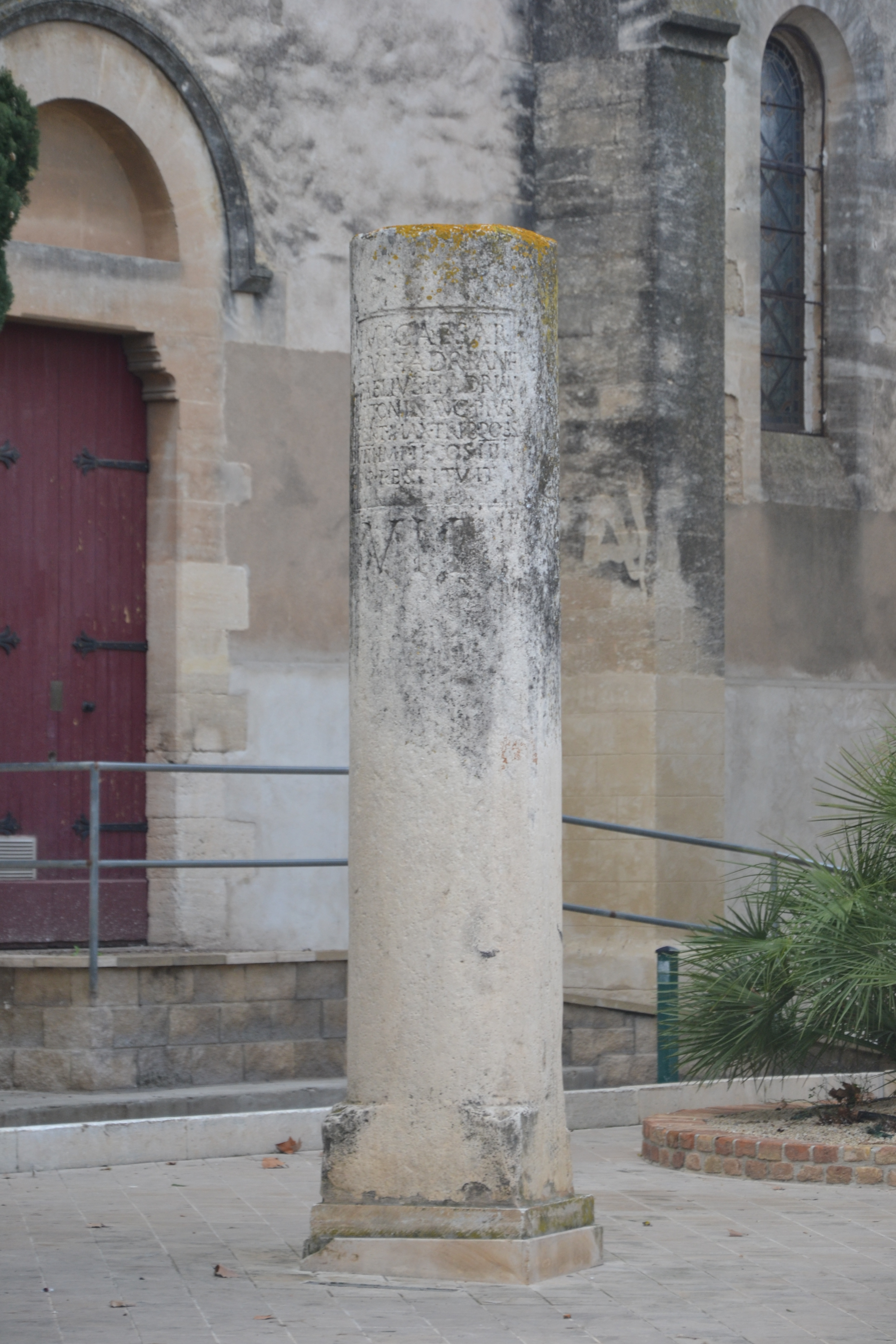
Borne milliaire d'Antonin-le-Pieux, situé sur la place de la mairie de Manduel

- La borne milliaire d'Antonin le Pieux  Classé MH (1973)[42], élevée en 145 apr. J.-C., est l’une des bornes que les Romains posaient sur les routes principales, tous les mille pas. Provenant de la Voie Domitienne qui reliait Narbonne à Arles, elle porte une inscription en latin. Très lisiblement, on apprend que c’est Antonin le Pieux qui l’érigea lors des réparations de la Via Domitia. Le chiffre VII qui se trouve à la dernière ligne nous indique qu’elle marquait le 7e mille entre Nîmes et Beaucaire. Ce milliaire fut découvert en 1861, lors de la démolition de la vieille église de Manduel, sous le pavé de l’édifice. Par sa conservation presque parfaite et pour assurer sa protection, cette borne a fait l’objet d’un classement aux monuments historiques. Elle se trouve actuellement face à l’hôtel de ville.
- Le château de Campuget.

### Édifices religieux
- L'église Saint-Genest de Manduel.

L'édifice a été inscrit au titre des monuments historiques en 2016.
L'église actuelle du village, de style romano-byzantin, résulte de la décision du conseil municipal du 11 mai 1856, décidant de la construction d'un nouvel édifice religieux sur l'emplacement de l'ancienne église, alors détruite. Construite durant les années 1855-1860 par l'architecte Henri Révoil, l'église trône désormais au centre du village, comptant plusieurs tableaux et objets mobiliers inscrits à l'inventaire supplémentaire des monuments historiques : grilles latérales du chœur et Banc des Marguilliers (1862), L’Arrestation de saint Genest patron de la paroisse, de J.-B. Lacroix (1842) et enfin La Mort de saint Joseph, œuvre anonyme dont la datation pourrait remonter au XVIIe siècle.

### Personnalités liées à la commune
- François Fournier, né et mort à Manduel, homme politique français
- Étienne Borne, né à Manduel, philosophe et journaliste français

## Héraldique
| Blason de Manduel | Blason  | D’or à la cotice d’argent fuselée de trois pièces de sinople. |
| Blason de Manduel | Détails | Le statut officiel du blason reste à déterminer.              |

Autrefois les armoiries de Manduel représentaient une main ouverte et deux yeux. Ces armoiries étaient peintes sur le drapeau des consuls. Il s'agissait d'un rébus héraldique : Man-d'ieulx, le nom du village aux XVe et XVIe siècles étant Mandueil.